# Amarilla Veres
Amarilla Veres, née le 1er juillet 1993 à Békéscsaba, est une escrimeuse handisport hongroise. Classée en catégorie A (athlète avec équilibre du tronc), elle a été sacrée championne paralympique en 2020, son premier titre international. 

## Biographie
Veres est atteinte de naissance d'une paralysie congénitale du côté gauche. Elle a pu commencer l'escrime à l'âge de 13 ans, avant que l'apparition de symptômes ne la forcent à arrêter le pratique du sport. Elle s'est tournée vers une carrière de maître d'armes avant de débuter, en 2010, la pratique de l'escrime en fauteuil,. Aux Jeux de 2020, elle surprend les favorites chinoises Bian Jing (15-13 en demi-finale) et Rong Jing (15-12 en finale) pour remporter l'or paralympique.

## Palmarès
- Jeux paralympiques
  -  Médaille d'or à l'épée individuelle aux Jeux paralympiques de 2020 à Tokyo
  -  Médaille de bronze au sabre par équipes aux Jeux paralympiques de 2016 à Rio de Janeiro

- Championnats du monde
  -  Médaille de bronze à l'épée par équipes aux championnats du monde 2019 à Cheongju
  -  Médaille de bronze au sabre individuel aux championnats du monde 2017 à Rome
  -  Médaille de bronze à l'épée par équipes aux championnats du monde 2017 à Rome
  -  Médaille de bronze à l'épée par équipes aux championnats du monde 2015 à Eger